# Acacia chrysobotrya
Acacia chrysobotrya é uma espécie de leguminosa do gênero Acacia, pertencente à família Fabaceae.